# 中国青年報
中国青年報（ちゅうごくせいねんほう、簡体字:中国青年报、拼音:Zhōngguó Qīngnián Bào）は、中国共産主義青年団（共青団）の機関紙である。

## 概要
1951年4月27日創刊。文化大革命中の1966年から12年にわたって停刊を余儀なくされたが、1978年10月7日再刊した。1988年10月7日インターネット版を配信開始、2000年5月15日にはウェブサイトを立ち上げた。
2008年8月の北京オリンピックを機に、毎日新聞社や朝鮮日報社との間で、スポーツ報道記事交換などの協力を行っている。
記者・編集者計約200人で、うち約半数は共青団や中国共産党に所属するが、当局を批判する記事も少なからず掲載している。

## 注目された報道
2014年6月12日（現地時間）にアレーナ・デ・サンパウロで行われた2014 FIFAワールドカップ・グループAの初戦、ブラジル - クロアチア戦の主審を務めた西村雄一が、この試合の後半24分（69分）、ブラジルのFWフレッジがクロアチアDFデヤン・ロブレンを背負ってエリア内で倒れたプレーに対してPKを宣告、これをFWネイマールが決めてこの試合の決勝点となったが、この判定について6月14日付の記事で、ブラジルは世界最大の日系人を抱えており「日本とブラジルの関係はまるで助け合って生きる夫婦のような関係である」との在ブラジル中国人の声を伝え、日本とブラジルの緊密さを指摘する上で『キャプテン翼』に登場する日系ブラジル人のロベルト本郷や、元日本代表のラモス瑠偉、ブラジルにサッカー留学した経験を持つ三浦知良を取り上げ、判定の背景には移民などを通じた日本とブラジルの密接な関係があると指摘し、「肉親の情」が判定に影響を与えたとして不公正な審判だったと批判した。

## 脚注

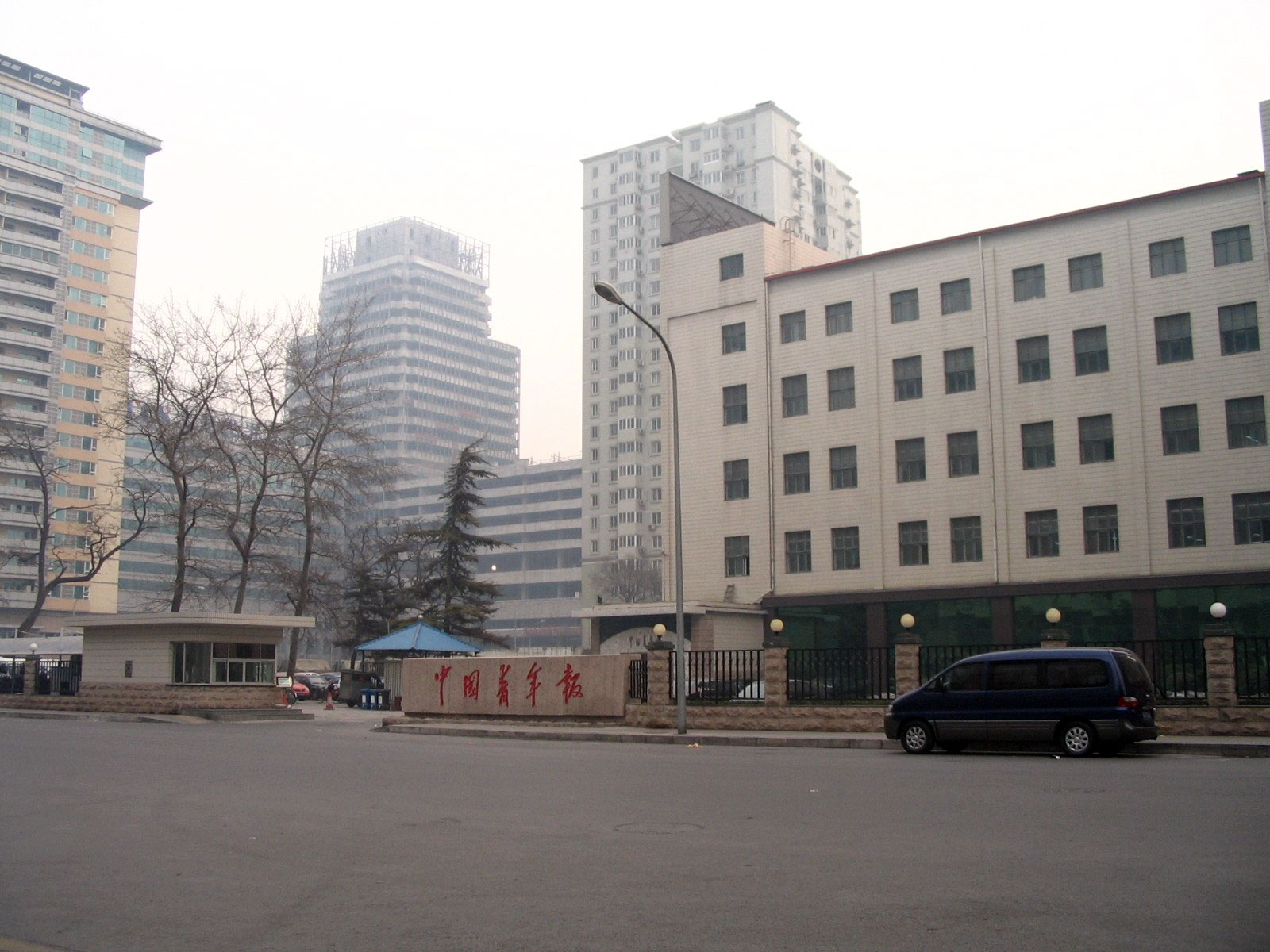
北京の中国青年報社、2007年撮影